# Henriette Grabau-Bünau
Eleonore Henriette Magdalena Grabau-Bünau, geb. Grabau; auch Henriette Grabau oder Henriette Bünau, (* 29. März 1805 in Bremen; † 28. November 1852 in Leipzig) war eine deutsche Sängerin (Alt und Mezzosopran). Sie wirkte zwölf Jahre als Hauptsängerin am Leipziger Gewandhaus und war von 1843 bis 1849 die erste Lehrerin am Leipziger Konservatorium.

## Biografie

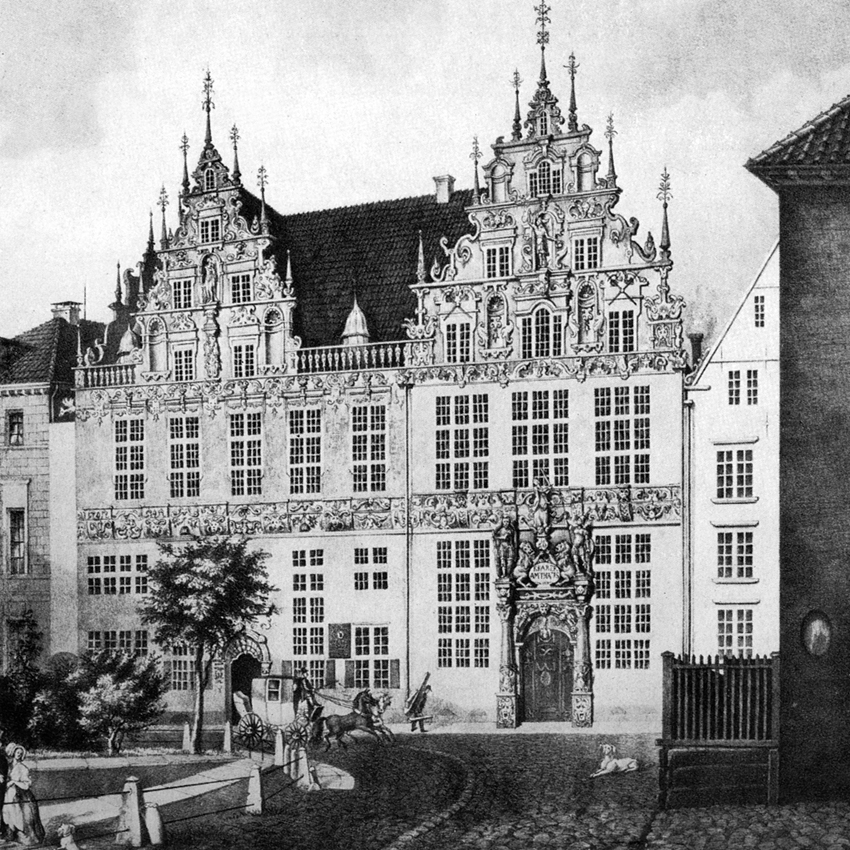
Stahlstich des Wandschneiderhauses (damals Kramer-Amtshaus) in Bremen nach einer Zeichnung von Friedrich Wilhelm Kohl aus dem Jahr 1848. Auftrittsort Henriette Grabaus in den 1820ern.

Kindheit und Ausbildung in Bremen und Dresden
Henriette Grabau war die Tochter des Lehrers und Organisten der Liebfrauenkirche sowie St. Remberti in Bremen Johann Christian Lebrecht Grabau und von Margarethe Anna Adelheid Arensberg. Der Vater gründete 1811 den Grabau'schen Singverein. Henriette Grabau wuchs mit fünf Geschwistern auf und erhielt ersten Gesangs- und Klavierunterricht von ihrem Vater sowie von dem Bremer Musikdirektor Wilhelm Friedrich Riem. Ihr Bruder Georg Christian Grabau (1806–1854) war Organist in Verden, ihr Bruder Andreas (1808–1885) wurde Cellist am Leipziger Gewandhausorchester. Die Schwester Adelheid (1807–1854) war Konzertsängerin in Bremen und Leipzig, auch die Schwester Maria (1812–nach 1849) wurde Konzertsängerin. Ihr Bruder Johann Christian Lebrecht (1810–1874) wurde Maler.
In den 1820ern sind mehrere Konzerte Henriette Grabaus in Bremen, oftmals in dem Festsaal des Kramer-Amtshauses, nachweisbar. Ab 1824 absolvierte sie in Dresden Gesangsstudien bei dem böhmischen Sänger und Gesangslehrer Johann Aloys Miksch. 1827 trat sie mit ihrer Schwester Adelheid im Schauspielhaus Bremen auf, konzertierte zusammen mit ihr aber auch mehrmals in den 1830ern in Leipzig.
Leipzig

Im Frühjahr 1826 trat sie, durch Vermittlung von Miksch, im Leipziger Gewandhaus erfolgreich im Abonnementconcert mit einer Arie von Rossini auf. Daraufhin engagierte sie die Concert-Direction für zwölf Jahre als Hauptsängerin im Gewandhaus. Auch ihre Schwester Adelheid trat hier zu dieser Zeit auf. 1835 wurde Felix Mendelssohn Bartholdy Kapellmeister in Leipzig, der sie förderte und bis 1837 bei Konzerten im Gewandhaus einsetzte. Sie sang auch in dem ersten öffentlichen Konzert Clara Wiecks am 20. Oktober 1828 im Gewandhaus und trat mit ihr häufig Anfang der 1830er in den Abonnementkonzerten des Leipziger Gewandhauses auf. 

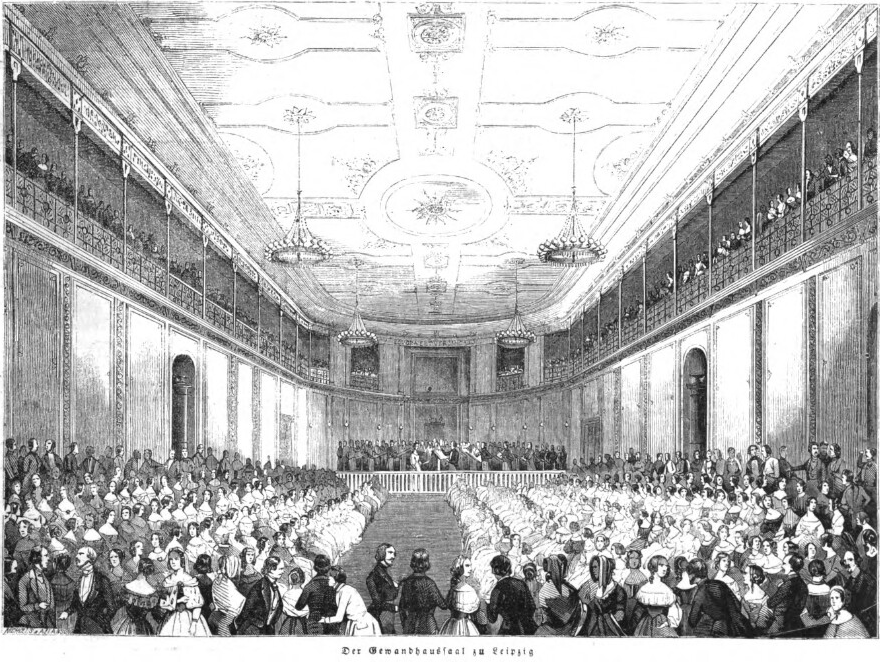
Gewandhaussaal Leipzig, Abb. in: Illustrirte Zeitung, 19. April 1845, S. 253

Im Jahr 1836 war sie Solistin der Uraufführung des Oratoriums Paulus von Mendelssohn Bartholdy in Düsseldorf. Er engagierte sie wiederholt für das Niederrheinische Musikfest. 1836 sang sie für die Rolle der Vitellia in Titus von Mozart. 1837 sang sie in einem Konzert des Klaviervirtuosen Adolf Henselt auf Einladung Robert Schumanns in Leipzig. Sie war mit Henselt befreundet und mit ihm bei den Davidsbündlern (unter dem Namen „Maria“), einem von Schumann gegründeten Kreis junger Künstler im Leipziger Lokal Zum Arabischen Coffe Baum. Von 1839 bis 1852 führten sie und Schumann eine rege Korrespondenz.
Mendelssohn schwärmte am 30. Oktober 1835: „Sie ist eine von den wenigen ächt musikalischen Sängerinnen, die ich kennen gelernt habe, sie könnte auch nebenbei das Orchester dirigieren, oder Clavier oder Harfe spielen, wenn sie wollte ...wenn sie nur hübsch und jünger sein wollte! Man könnte sich über die Ohren verlieben.“ An den Maler Eduard Hildebrandt schreibt Mendelssohn einen Tag später: „[...] So etwas Vollkommenes ist mir selten bei einer deutschen Sängerin vorgekommen, und die Düsseldorfer Musensöhne würden schwärmen, wenn sie diesen goldreinen Vortrag hören könnten. [...]“.

1843 wurde das Konservatorium Leipzig gegründet, eine Vorgängerinstitution der heutigen Hochschule für Musik und Theater „Felix Mendelssohn Bartholdy“ Leipzig. Henriette Grabau, der Violinvirtuose Ferdinand David, der Geiger und Musiktheoretiker Moritz Hauptmann, der Organist und Musikschriftsteller Carl Ferdinand Becker und Robert Schumann unterrichteten dort ab 1843; Henriette Grabau lehrte dort als erste und zu der Zeit einzige Lehrerin bis 1849 Chor- und Sologesang.

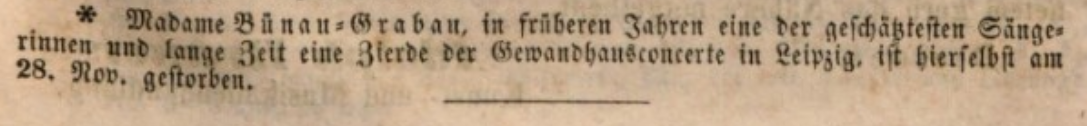
Todesanzeige für „Madame Bünau-Grabau“ in der Zeitschrift Signale für die musikalische Welt, 1852 Heft 49, S. 441

1837 heiratete sie den Kaufmann Julius Alexander Bünau (1809–1871); 1838 wurde die Tochter Helene († 1893) geboren. Ihr letztes offizielles Konzert gab Henriette Bünau geb. Grabau am 21. März 1839. Sie trat in den 1840ern jedoch noch vereinzelt auf, so auf Wohltätigkeitskonzerten und aus besonderem Anlass: 1841 in der Wenzelskirche in Naumburg auf der Vorfeier des Geburtstages des Königs von Preußen, 1843 in der Uraufführung und Wiederaufführung von Robert Schumanns Das Paradies und die Peri op. 50 in Leipzig und im selben Jahr zur Enthüllungsfeier des Bachdenkmals in Leipzig. Zur Gedächtnisfeier des am 4. November 1847 verstorbenen Mendelssohns wirkte Henriette Grabau-Bünau ebenfalls mit.

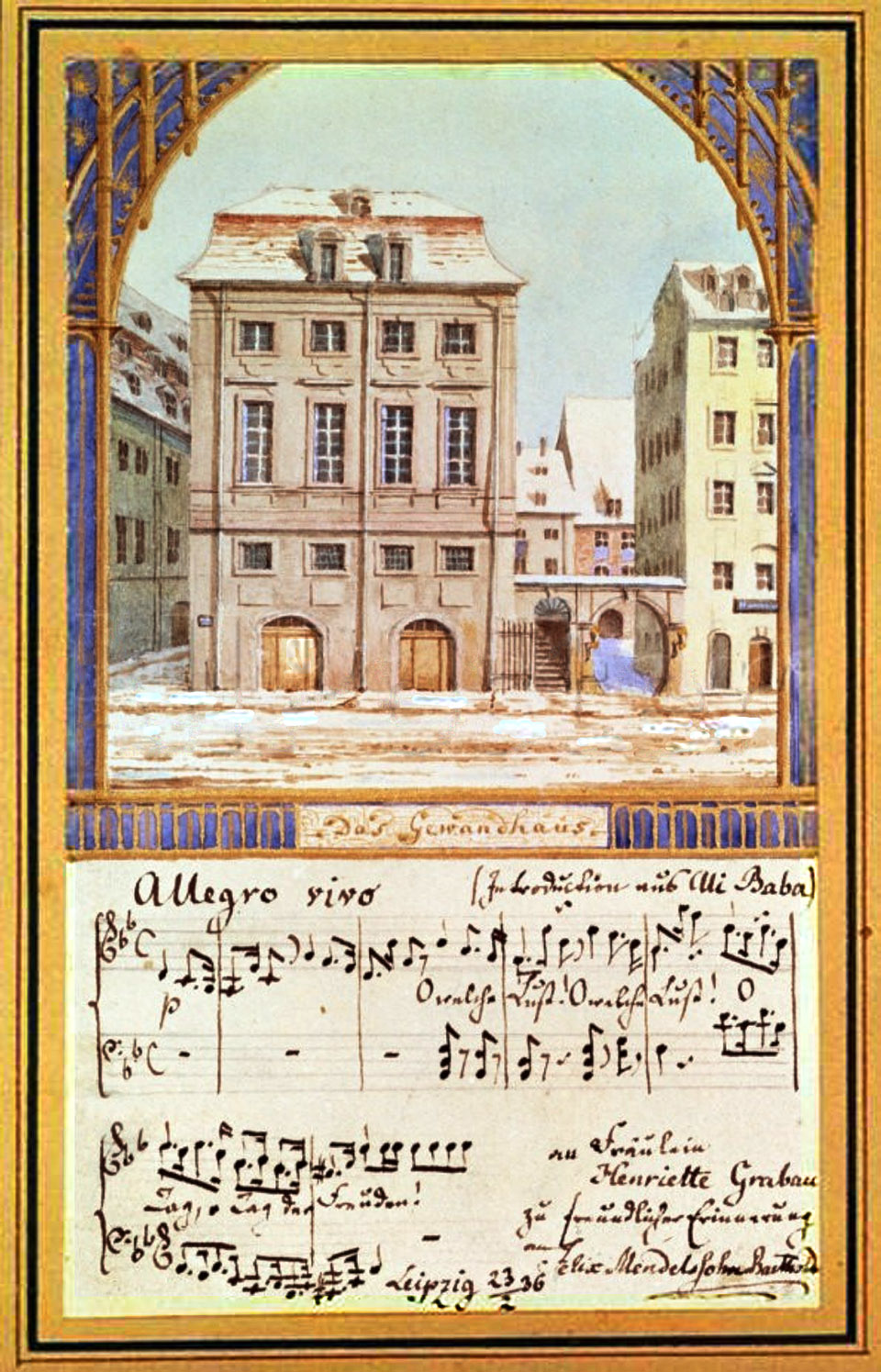
Das alte Gewandhaus mit Noten aus der bei Mendelssohns Antrittskonzert am 4. Oktober 1835 aufgeführten Oper Ali-Baba oder Die vierzig Räuber von Luigi Cherubini, Aquarell von Felix Mendelssohn Bartholdy (1836) im Stammbuch von Henriette Grabau, ihr gewidmet

## Musik-Stammbuch
- In Henriette Grabaus Musik-Stammbuch (1836–1852) befindet sich eine Abschrift von Mendelssohns Lieder ohne Worte und ein Auszug aus der Oper Ali Baba von Luigi Cherubini, notiert von Mendelssohn. In diesem Album befindet sich auch das Aquarell Mendelssohns vom Leipziger Gewandhaus sowie Autographe u. a. von Franz Liszt, Maria Malibran, Robert Schumann und Clara Schumann sowie Friedrich Rochlitz. (Digitalisat, Nachlass Helene Bünau, Gertrude Clarke Whittall Foundation Collection of the Library of Congress, Music Division, Signatur: ML30.8b.M46 op.85, no. 3 1836)